# Lucie Talmanová
Lucie Talmanová (* 27. srpna 1967 Praha) je česká politička, na konci 20. století a v první dekádě 21. století poslankyně Poslanecké sněmovny za ODS, v letech 2006–2010 místopředsedkyně sněmovny. Od roku 2010 manželka Mirka Topolánka.

## Vzdělání a profese
Po Střední průmyslové škole chemické v Praze vystudovala Vysokou školu chemicko-technologickou v Praze, Fakultu technologie paliv a vody (dnes Fakulta technologie ochrany prostředí), obor chemické a energetické zpracování paliv. Diplomovou práci s názvem Chování nových typů anexů při úpravě vody obhájila v roce 1990; jejím školitelem byl Ing. Zdeněk Matějka, CSc. V letech 1990–1994 pracovala jako laboratorní specialistka v oboru radiologie v obchodní společnosti AQUATEST, a. s.

## Politická kariéra
Do Občanské demokratické strany vstoupila v roce 1991. Ve straně zastávala funkce předsedkyně místního sdružení ODS Sv. Haštal v Praze 1, členky Oblastní rady ODS Praha 1 a delegátky Regionálního sdružení ODS Praha.
V letech 1994–1998 působila jako zástupkyně starosty Městské části Praha 1, později jen jako členka zastupitelstva a rady městské části (ve volebním období 2002–2006 byla členkou zastupitelstva i rady MČ Praha 1; oficiální webové stránky popisují její pracovní činnost takto: „v oblasti finanční vyhledává nové zdroje příjmů; oblast protidrogová; předsedkyně Komise zdravotní“).
Ve volbách v roce 1998 byla zvolena do poslanecké sněmovny za ODS (volební obvod Praha). Byla členkou sněmovního výboru pro sociální politiku a zdravotnictví. Ve volbách v roce 2002 mandát obhájila. Zasedala opět ve výboru pro sociální politiku a zdravotnictví, nyní jako jeho místopředsedkyně. V období leden–červen 2006 působila jako místopředsedkyně poslaneckého klubu ODS. Poslankyní se stala i ve volbách v roce 2006. Dne 14. srpna 2006 byla zvolena místopředsedkyní Poslanecké sněmovny Parlamentu České republiky. Kromě toho byla místopředsedkyní organizačního výboru dolní komory parlamentu a do září 2006 zastávala i post místopředsedkyně poslaneckého klubu občanských demokratů. V parlamentu setrvala do voleb v roce 2010.
V obchodním rejstříku je evidována jako členka správní rady Nadace Pražské děti, a to od vzniku nadace 15. dubna 1999.
Lucie Talmanová se vyslovila ve prospěch restitučních požadavků rodu Colloredo-Mansfeld.
Ve volbách 2010 neúspěšně kandidovala do senátu za obvod č. 40 – Kutná Hora, když se ziskem 12,56 % hlasů obsadila třetí místo.

## Osobní život
Talmanová vychovávala dvě děti svého bývalého přítele, Ondřeje (* 1988) a Elišku Lindu (* 1989).
V srpnu 2006 se objevily spekulace o jejím intimním vztahu s předsedou ODS Mirkem Topolánkem, které však odmítla a svůj vztah s Topolánkem označila jako „velké přátelství“. Začátkem ledna 2007 se však objevila informace, že právě s Topolánkem čeká Lucie Talmanová dítě, a krátce poté Topolánek jejich vztah veřejně potvrdil. Den poté Talmanová oficiálně potvrdila své těhotenství, jméno otce však odmítla sdělit. Topolánek informaci o svém otcovství uvedl v dubnu 2007.
Syn se narodil v úterý 24. července 2007 a Topolánek i Talmanová se shodli na jméně Nicolas. Dne 3. června 2010 si Topolánka vzala, avšak své původní příjmení si ponechala.